# Kobi Arad
Kobi Arad is een hedendaagse Israëlisch-Amerikaanse componist en pianist. Arad studeerde voor zijn Ph.D. aan het New England Conservatory of Music en behaalde een doctoraat op het gebied van de "Third Stream" en eigentijdse improvisatie. Arad is ook een inwoner van Art Kibbutz.
Arad werkte met vele grote artiesten samen zoals Roy Ayers, Stevie Wonder, Lenny Kravitz, Cindy Blackman en Jack DeJohnette. Een van zijn albums 'The Experience Project’ werd opgenomen in samenwerking met Robert Margouleff. Onlangs heeft Arad ook opgetreden met de Kobi Arad Band.
Kobi Arad won een zilveren medaille van de Global Music Award voor het nummer 'Forever – Original Tribute Song for Prince'. Arad's stijl is beïnvloed door klassieke muziek, jazz, hip-hop, Third Stream, elektronische muziek en R&B. Op de meeste van zijn werken komt veel improvisatie voor.

## Muziekcarrière
Arad werd in 2007 actief in de New Yorkse muziekscene. Sinds 2009 treedt hij op op lokale culturele evenementen in New York zoals bijvoorbeeld in het Chabad House in New York (voor het vieren van Chanoeka). Met de Kobi Arad Band speelde hij op plaatsen zoals in de Blue Note (waar de muziek van zijn 'Inner Hymns' is gepresenteerd), Jazz at Lincoln Center, de Knitting Factory, Tonic en de Cutting Room.
Arad's muziek werd ook uitgevoerd in het Tel Aviv Museum, voor de Knesset, op de Israëlische Nationale Radio en in het Jerusalem Performing Arts Center enz. In januari 2017 speelde Kobi Arad met leden van het Israëlisch Filharmonisch Orkest (Drorit Falk – viool, Enrike Maltz – cello en Yuval Kaminkovsky – altviool).
Arad's eerste albums ‘Ancient Novice’ en ‘Sparks of Understanding’ (2009) kregen in vele muzikale publicaties positieve recensies. Een van de bijzonderheden van het ‘Ancient Novice’ is dat vijf strijkers van het Boston Symphony Orchestra met Arad meespeelden tijdens de opname.
Een nieuw album ‘Sketches of Imaginary Landscapes’ werd uitgebracht in 2011. Het werd positief beoordeeld door All About Jazz als "een kleurrijke mozaïek en allesomvattende portrettering van een kunstenaar, die een actieve verbeelding uitstraalt en gesteund wordt door zijn uitzonderlijke technische vermogen en scherpzinnige visie". Arad werd begeleid tijdens de opname door Ray McNaught op drums en Tucker Yaro op bas en in 2012 debuteerde hij met het nieuwe project 'Inner Hymns', het verzamelen van aangepaste oude Chassidische liederen. Gastmuzikanten waren onder andere artiesten zoals Oran Etkin. 'Inner Hymns' werd in januari 2012 ten hore gebracht.
Aan het begin van 2017 heeft Arad ongeveer twintig albums in eigen beheer uitgebracht.

## Discografie
- Revadim (2003)
- Ancient Novice (2009)
- Sparks of Understanding (2009)
- Kobi's World ! (2009)
- Kobi’s World Vol. 2.1 (2009)
- Vagabond (feat. Asaf Sirkis & Sassi Mizrachi) (2009)
- Innovations!!! (2010)
- Sketches of Imaginary Landscapes (2011)
- Kobistyle Third Stream (feat. Oran Etkin) (2012)
- Inner Hymns (2012)
- Moments – Tribute to Gyorgy Ligeti (2013)
- Space – Ecstatic Electronic Meditations (2014)
- Hues (with Kobi Arad Band) (2014)
- High Lights – Creative Collection NYC (2014)
- Patterns – Tribute to Anton Webern (2015)
- Hip Hop Meets Modern Classical (2015)
- Solism I (2015)
- The Experience Project (2015)
- Superflow (feat. Roy Ayers) (2015)
- Forever - Original Tribute Song for Prince (feat Armand Hutton) (2016)
- Prayers (2016)
- Webern Re-Visioned (2016)
- Chamber Trio (feat Nori Yakobi & Yoni Niv) (2016)
- Modal Chants (2016)
- Cubism - Hyper Dimensional Jazz (2016)

## Verwijzingen
1. 1 2 3  (he) חוקר את סודות המוזיקה. Geraadpleegd op 30 januari 2017.
2. ↑  (en) Environmental Art Residency Artists. Art Kibbutz International Jewish Artist Colony. Geraadpleegd op 30 januari 2017.
3. ↑  (en) Jewish Voice. jewishvoiceny.com. Gearchiveerd op 9 oktober 2017. Geraadpleegd op 30 januari 2017.
4. ↑  (en) 'Forever - Tribute Song for Prince' to win Silver Medal in Global Music Awards. article.wn.com. Gearchiveerd op 2 februari 2017. Geraadpleegd op 30 januari 2017.
5. ↑  (en) Kobi Arad. kobiaradband.com. Geraadpleegd op 30 januari 2017.
6. 1 2  (en) Dr. Kobi Arad - Chabad of North Brooklyn. www.chabadofnorthbrooklyn.com. Gearchiveerd op 2 februari 2017. Geraadpleegd op 30 januari 2017.
7. ↑  (en) Kobi Arad Performs with Members of Israeli Orchestra in Tel Aviv. article.wn.com. Gearchiveerd op 2 februari 2017. Geraadpleegd op 30 januari 2017.
8. ↑  (en) Kobi Arad - Sparks Of Understanding Album Lyrics. LetsSingIt. Geraadpleegd op 30 januari 2017.
9. ↑  (en) Jazz Reviews: Kobi Arad's 'Ancient Novice' - By Jennis Allujan — JazzTimes (11 juni 2016). Gearchiveerd op 11 juni 2016. Geraadpleegd op 30 januari 2017.
10. ↑  (en) All About Jazz, Kobi Arad Band: Sketches of Imaginary Landscapes. www.allaboutjazz.com. Geraadpleegd op 30 januari 2017.
11. ↑  (en) Insight Into Kobi Arad's Masterful Musicianship. article.wn.com. Gearchiveerd op 2 februari 2017. Geraadpleegd op 30 januari 2017.